# Antiche unità di misura del circondario di Voghera

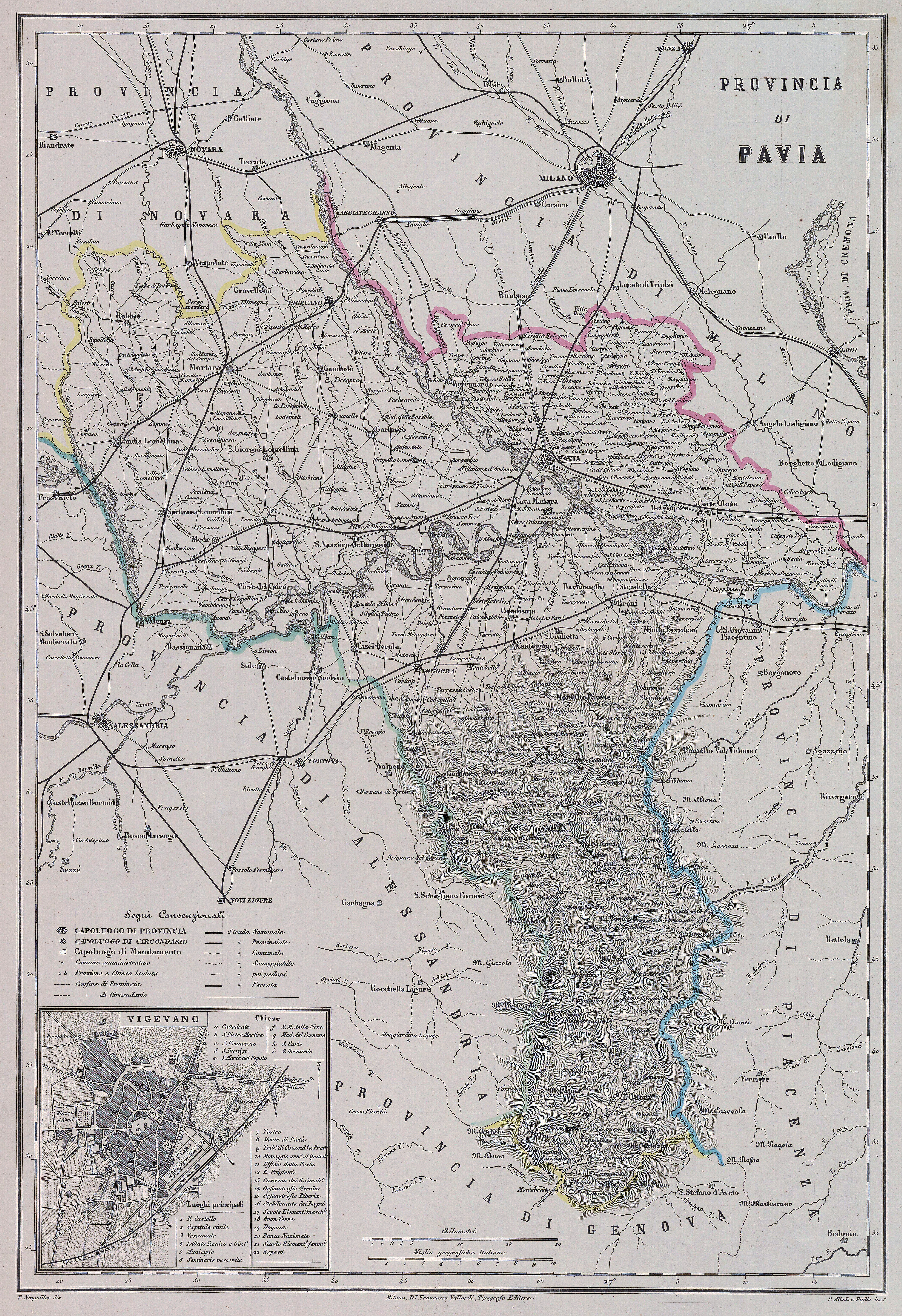
Mappa con indicazione dei confini del circondario di Voghera nel 1868 circa

Sono qui riportate le conversioni tra le antiche unità di misura in uso nel circondario di Voghera e il sistema metrico decimale, così come stabilite ufficialmente nel 1877.
Nonostante l'apparente precisione nelle tavole, in molti casi è necessario considerare che i campioni utilizzati (anche per le tavole di epoca napoleonica) erano di fattura approssimativa o discordanti tra loro.

## Misure di lunghezza
| Comuni         | Denominazione          | Valore   | Unità |
| -------------- | ---------------------- | -------- | ----- |
| Tutti i comuni | Braccio lungo da tela  | 0,668787 | m     |
| Tutti i comuni | Braccio corto da seta  | 0,528000 | m     |
| Tutti i comuni | Raso piemontese        | 0,600137 | m     |
| Tutti i comuni | Braccio milanese       | 0,594936 | m     |
| Tutti i comuni | Braccio pavese         | 0,629272 | m     |
| Tutti i comuni | Piede detto di Tortona | 0,476250 | m     |
| Tutti i comuni | Trabucco milanese      | 2,611110 | m     |
| Tutti i comuni | Trabucco pavese        | 2,831725 | m     |
| Tutti i comuni | Trabucco piemontese    | 3,086420 | m     |

Il braccio lungo, il braccio corto ed il braccio milanese si dividono in 12 once, ma comunemente in meta, terzi, quarti, ecc.
Il braccio pavese si divide in 16 once, oppure in metà, terzi, ecc.
Il raso si divide in metà, terzi, quarti, sesti, ecc.
Il piede serve di base alle misure di volume per la legna da fuoco.
I trabucchi si dividono in 6 piedi, il piede in 12 once, l'oncia in 12 punti, il punto in 12 atomi.

## Misure di superficie
| Comuni         | Denominazione                   | Valore    | Unità |
| -------------- | ------------------------------- | --------- | ----- |
| Tutti i comuni | Quadretto superficiale milanese | 0,353949  | m²    |
| Tutti i comuni | Quadretto superficiale di Pavia | 0,395983  | m²    |
| Tutti i comuni | Braccio d'asse                  | 1,583934  | m²    |
| Tutti i comuni | Pertica milanese                | 654,5179  | m²    |
| Tutti i comuni | Pertica pavese                  | 769,7918  | m²    |
| Tutti i comuni | Giornata piemontese             | 3810,3948 | m²    |

Il quadretto superficiale milanese o pavese è il braccio quadrato di Milano o di Pavia. Il braccio d'asse, detto anche quadretto, è misura del legno da lavoro, ed è rappresentato da un rettangolo lungo 4 braccia pavesi (metri 2,517088) e largo un braccio (Metri 0,629272). Quando si assegna alle tavole di legno uno spessore determinato, questo braccio d'asse diventa misura di volume.
La pertica milanese e la pertica pavese si dividono in 24 tavole.
La giornata piemontese si divide in 100 tavole. La tavola è di 4 trabucchi quadrati.

## Misure di volume
| Comuni                                        | Denominazione                | Valore   | Unità |
| --------------------------------------------- | ---------------------------- | -------- | ----- |
| Tutti i comuni                                | Quadretto di volume milanese | 210,577  | L     |
| Tutti i comuni                                | Quadretto di volume pavese   | 249,181  | L     |
| Tutti i comuni                                | Piede cubo di Tortona        | 108,020  | L     |
| Tutti i comuni                                | Pillotto o carro pavese      | 3986,901 | L     |
| Mandamenti di Voghera, Casei Gerola, Godiasco | Carro tortonese              | 5671,060 | L     |

Il quadretto di volume tanto milanese che pavese corrisponde al cubo delle braccia di Milano e di Pavia.
Il piede cubo di Tortona si denomina pure quadretto di volume.
Il quadretto di volume o braccio cubo di Milano si usa pure in qualche luogo per la misura della calce, del gesso, e del carbone, cose che altrove si vendono a peso.
Il carro pavese, che generalmente s'impiega nella misura della legna, è rappresentato dal volume di un parallelepipedo rettangolo che ha per base un quadretto di quattro braccia pavesi di lato e per altezza un braccio; ed equivale perciò a 16 braccia pavesi cube.
Il carro tortonese, misura della legna da fuoco, corrisponde a piedi cubi 52 1/2 o quadretti di volume di Tortona, e si riguarda come un parallelepipedo rettangolo i di cui spigoli contigui abbiano le lunghezze seguenti: 30 once; 36 once; 84 once del piede di Tortona, che si divide in 12 once.

## Misure di capacità per gli aridi
| Comuni         | Denominazione          | Valore   | Unità |
| -------------- | ---------------------- | -------- | ----- |
| Tutti i comuni | Sacco a misura rasa    | 120,0000 | L     |
| Tutti i comuni | Sacco a misura colma   | 135,0000 | L     |
| Tutti i comuni | Sacco detto piemontese | 115,2749 | L     |

Il valore del sacco a misura rasa fu stabilito dalla civica Amministrazione di Voghera nel 1842. Si divide in 6 emine rase, l'emina in 8 eminelle, l'eminella in 2 coppi. 4 eminelle fanno un quartaro. Il coppo si divide talora in terzi.
Il sacco a misura colma si divide in 8 emine colme. L'emina colma si considera come di 9 eminelle e così di 1/8 più grande dell'emina rasa. Prima del 1842 si usavano la mina pavese rasa e la mina pavese colma. La Mina rasa era della capacità di litri 20,3772; quella colma, di 1/8 più grande della mina rasa, era di litri 22,9243. L'emina colma serviva in generale per la misura dei grani, eccettuato il riso, il ravettone, il trifoglio e l'erba medica, per i quali si adoperava la mina rasa.

## Misure di capacità per i liquidi
| Comuni         | Denominazione     | Valore  | Unità |
| -------------- | ----------------- | ------- | ----- |
| Tutti i comuni | Brenta pavese     | 71,4427 | L     |
| Tutti i comuni | Brenta piemontese | 49,3069 | L     |

La brenta pavese si divide in 6 secchie, la secchia in 8 pinte, la pinta in 2 boccali, il boccale in 2 quartini.
La brenta piemontese si divide in 36 pinte, la pinta in 2 boccali, il boccale in 2 quartini, il quartino in 2 bicchieri.

## Pesi
| Comuni         | Denominazione  | Valore  | Unità |
| -------------- | -------------- | ------- | ----- |
| Tutti i comuni | Libbra grossa  | 745,220 | g     |
| Tutti i comuni | Libbra piccola | 319,380 | g     |

La libbra piccola si divide in 12 once, l'oncia in 8 ottavi, l'ottavo in 3 denari, il denaro in 24 grani, il grano in 24 granotti.
25 libbre piccole fanno un rubbo. 12 rubbi fanno il moggio da carbone.
La libbra grossa è di 28 once e serve per le carni ed i pesci. 100 libbre grosse fanno un fascio, che si dice anche moggio piccolo quando serve a pesare la calce ed il gesso. Due moggia piccoli fanno un moggione o moggio grosso.
Si dice Libbra d'olio una misura che si considera capace di una quantità d'olio del peso di una libbra piccola, e che si impiega per la vendita di questo liquido. La mezza libbra, il quarto, il sesto, ed il dodicesimo sono le suddivisioni della libbra d'olio.
La piccola differenza che passa fra i pesi di Voghera e quelli di Pavia pare essere provenuta da una alterazione fattasi a poco a poco ai pesi pavesi; essa però è stata riconosciuta sin dal 1820 dal verificatore di Voghera.
Gli orefici usano il peso di marco di Milano, ed i farmacisti il peso medico di Torino.